# Shona Dunlop MacTavish
Shona Katrine Dunlop MacTavish, de soltera Dunlop (Dunedin, Nueva Zelanda, 1920–ibidem, 18 de junio de 2019) fue una bailarina, autora, coreógrafa y pionera neerlandesa en baile litúrgico en la zona Asia-Pacífico. Era conocida como la «madre del baile moderno en Nueva Zelanda».

## Vida temprana y comienzos de su carrera
Shona Katrine Dunlop Nació en Dunedin en 1920; su padre era Francis Dunlop, un escocés-nacido Presbyterian ministro quién recibió una distinción en filosofía moral en la Universidad de Otago, y su hermano era Bonar Dunlop quién devenía un escultor notado.
En 1935, ella y su familia se mudaron a Europa, donde comenzó a  estudiar con coreó grafo y bailarín expresionistas Gertrud Bodenwieser en la Universidad de Música y Artes escénicas, Viena. Estudie allí para dos años y entonces unidos como bailarín principal. Bodenwieser. Muchos de sus bailarines eran judíos y en 1938, cuando los nazis invadieron Austria, forzaron al equipo de ballet a dejar Europa bajo amenaza. La compañía visitó América del Sur y luego se estableció en Sídney, Australia, y visitó Nueva Zelanda durante los tardíos años cuarenta del siglo pasado. Dunlop Continuó bailando con el Bodenwieser Ballet y poco después  también comenzó a enseñar ballet en escuelas locales en Sídney, incluyendo la Abottsleigh Girls' School.

## Matrimonio y trabajo misionero
En 1948, Dunlop conoció al ministro de Iglesia Libre escocés MacDonald MacTavish en Sídney, y se casó con él menos de tres semanas más tarde en la Iglesia St. Stephen  Presbyterian en el centro de Sídney. MacTavish, un canadiense y primo del primer ministro canadiense Mackenzie King, quien estaba de camino a China para conseguir una posición como misionero en Yichang y Dunlop dimitió su posición como bailarina para viajar con él. El par partió de Sídney en julio de 1948 para Beijing donde gastaron tres meses que aprenden mandarín y esperando al permiso del gobierno para mover a Manchuria. Mientras  eran en Beijing, luchando rompió fuera entre fuerzas Comunistas y Nacionalistas y el MacTavishs evacuó a Taiwán. Estuvieron invitados para trabajar en el inglés Presbyterian Misión de Iglesia en Tainan; Dunlop MacTavish enseñó no sólo inglés, pero también ballet para los niños locales. En 1957, su marido muerto mientras  servían tan missionaries en Sudáfrica y ella regresaron a Dunedin como madre de solo con tres niños jóvenes.

## Carrera de baile tardía
Inicialmente, Dunlop MacTavish enseñó baile en Dunedin, en la Universidad de Columbia y en 1958, inauguró su primer estudio de baile moderno de Nueva Zelanda. Por 1963, ya había creado un grupo de artistas y bailarines, el Dunedin Dance Theatre.
La fascinación de Dunlop MacTavish con la gama diversa de formas de baile  haya observado mientras viviendo y visitando en el extranjero, combinado con su fe cristiana fuerte propia, le dirigió para explorar la práctica de baile litúrgico - el uso de baile como una expresión de creencia religiosa. Durante los sesenta y setenta,  desarrolló y entregó talleres y impartió conferencias en baile litúrgico en toda la región Asia-Pacifíca, como el Consejo Cristiano Asiático del Este de Conferencia de Juventud, la Federación de Universidades Teológicas de Asia del Este del Sur y el Consejo Mundial de Iglesias. Para muchos de estos proyectos ella choreographed ballet y rendimientos de baile para y con los participantes y congregaciones.
En el 1970s, Dunlop MacTavish se mudó a las Filipinas y tomó una posición como profesor de baile en la universidad de Siliman. Allí, condujo la investigación de las tradiciones de baile del personas indígenas locales de las Filipinas. Observó y documentó los bailes practicados como signos para marcar noviazgo y matrimonio, y para celebrar cosechas y nacimientos y hipotetizó que todo raíces indígenas de baile de creencias religiosas.
Dunlop MacTavish también trabajó como coreógrafa en Nueva Zelanda. Su primer trabajo era Pania del Arrecife, para el Ballet de Nueva Zelanda Real en 1970. Para esta producción, ella citó a un vocalista Maorí y usó ropa tradicional tomada prestada de un museo. En 1998 ella coreografió la ópera Fortuna Indignante.

## Honores y premios
En el los honores del año 1985, Dunlop MacTavish estuvo nombrada un Miembro del Orden del Imperio británico, para servicios a las artes. En 2001,  esté otorgada un doctorado honorífico de Literatura por la Universidad de Otago. En 2017, se convirtió en miembro honorífico de la academia de Danzas en Aotearoa, Nueva Zelanda.

## Últimos años, muerte y legado
Dunlop MacTavish sufrió profundas heridas en un accidente automovilístico en 2012 y dejó de conducir después de ese evento. Falleció en Dunedin, nueva Zelanda el 18 de junio de 2019 en la edad de 99, y estuvo sobrevivido por su compañero Louise y tres niños.
Su hija, Terry MacTavish, estuvo nombrado un Miembro del Orden de Nueva Zelanda de Mérito, para servicios a teatro y educación, en el 2019 Año Nuevo Honores. Dunlop MacTavish  nieta, Jinty MacTavish, estuvo elegido al Dunedin Ayuntamiento en 2010 como persona de 25 años, el segundo-la persona más joven nunca elegida como Dunedin concejal.

## Publicaciones
- Dunlop MacTavish, Shona: Un Éxtasis de Propósito. La Vida y Arte de Gertrud Bodenwieser. Dunedin, 1987.[22]
- Dunlop MacTavish, Shona: Gertrud Bodenwieser. Tänzerin, Choreographin, Pädagogin. Wien @– Sydney. (Gekürzte Ausgabe, aus dem Englischen übersetzt von Gabriele Haefs, hrsg.v. Denny Hirschbach). Zeichen und Spuren, Bremen 1992. ISBN 3-924588-21-X.
- Dunlop MacTavish, Shona Salto de fe: mi baile a través de vida. Longacre Prensa, Dunedin, 1997.[23]